# Monjolos
Monjolos là một đô thị thuộc bang Minas Gerais, Brasil. Đô thị này có diện tích 652,106 km², dân số năm 2007 là 2303 người, mật độ 3,5 người/km².